# Бангор-Эррис
Бангор-Эррис (Бангор; англ. Bangor, Bangor Erris; ирл. Baingear /'baɲɟəɾˠ/) — деревня в Ирландии, находится в графстве Мейо (провинция Коннахт). В поселении много пабов, есть школа — Bangor National School.

## Демография
Население — 295 человек (по переписи 2006 года). В 2002 году население было 266 человек.
Данные переписи 2006 года:
| Общие демографические показатели |               |                               |                               |      |      |
| Всё население                    | Всё население | Изменения населения 2002—2006 | Изменения населения 2002—2006 | 2006 | 2006 |
| 2002                             | 2006          | чел.                          | %                             | муж. | жен. |
| 266                              | 295           | 29                            | 10,9                          | 137  | 158  |